# Lákka (Sympolitía, Achaïe)
Lákka (grec moderne : Λάκκα), jusqu'en 1955 connue sous le nom d'Achoúria (grec moderne : Αχούρια), est un village du dème d'Égialée, dans le district régional d'Achaïe, en Grèce. 
Selon le recensement de 2011, la population de Lákka compte 147 habitants. 